# Grossteil

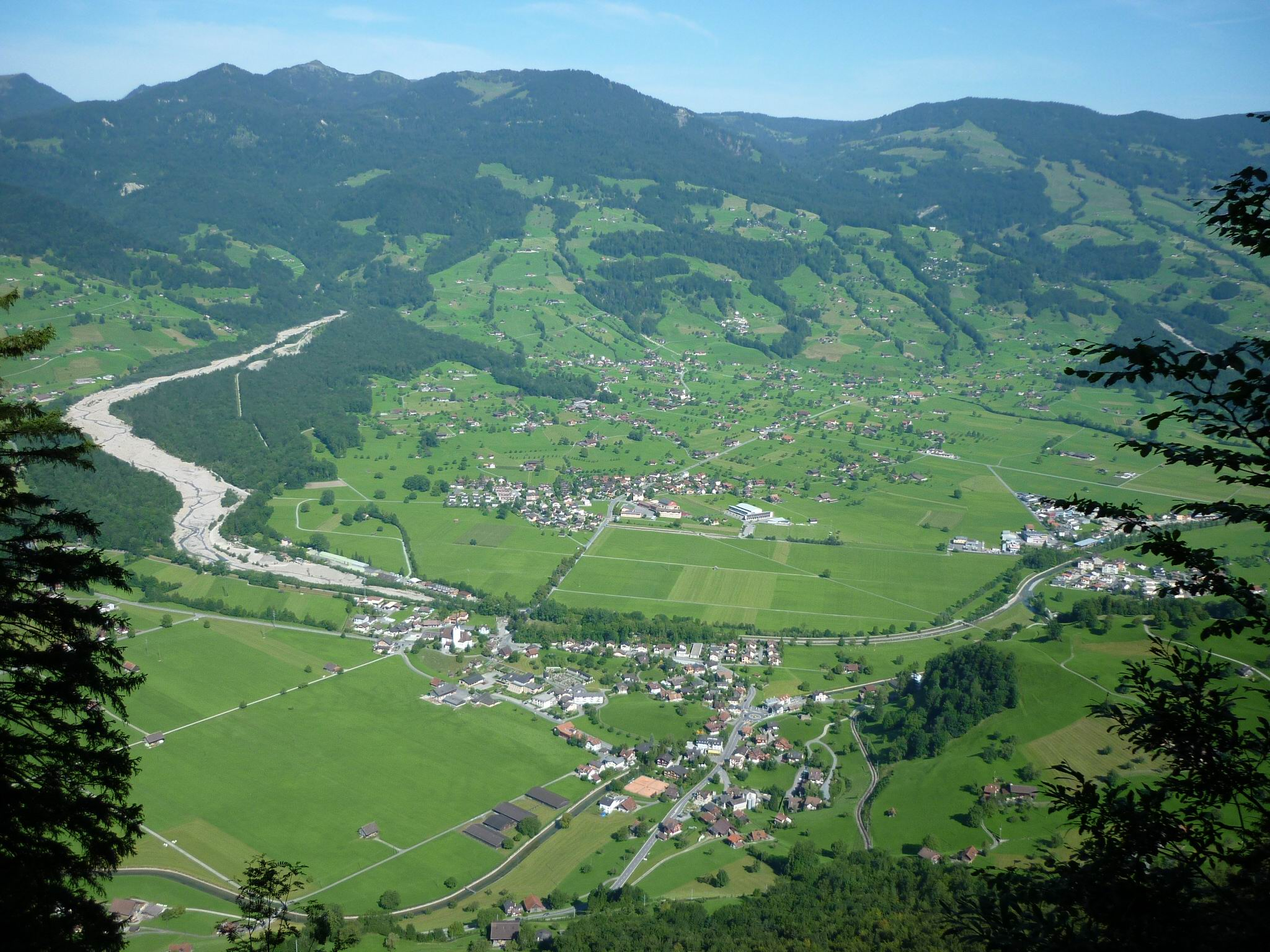
Ansicht von Giswil, im Hintergrund ist der Ortsteil Grossteil

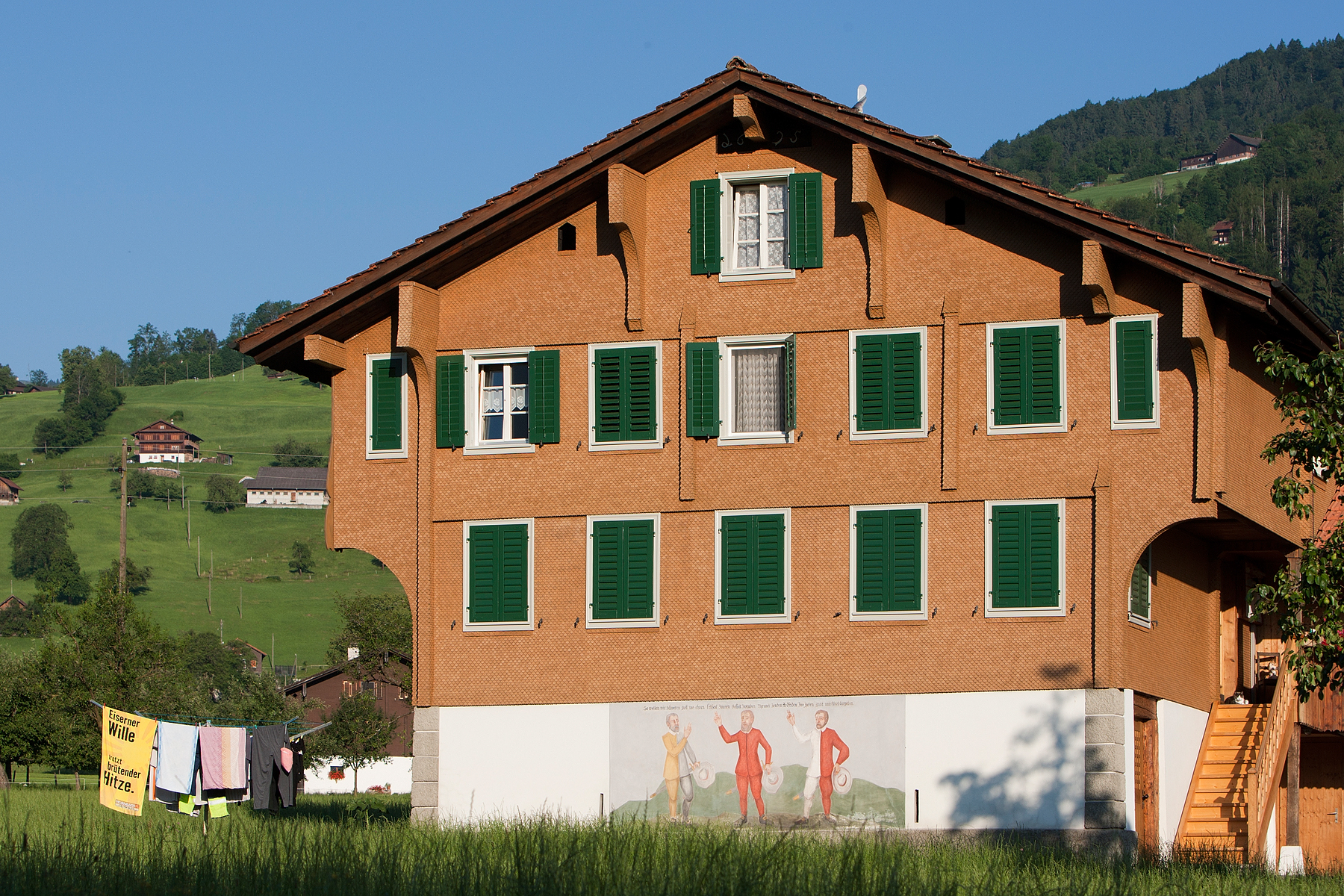
Haus im Feld in Grossteil, ca. 1620

Grossteil ist ein Ortsteil der Gemeinde Giswil im Kanton Obwalden.

## Geographie
Grossteil liegt am Südufer des Sarnersees im nördlichen Teil der Gemeinde Giswil. Der Ort ist keine verwaltungstechnisch oder politisch abgegrenzte Einheit von Giswil, daher sind die Grenzen nicht genau festgelegt. So besteht Grossteil aus dem relativ kleinen geschlossen bebauten Gebiet Schribersmatt mit den Schulhäusern und Sportanlagen sowie einer weitläufigen Streusiedlung ringsum.
Durch den Lauibach ist Grossteil von dem Ortsteil Kleinteil getrennt. Im Norden bildet der Steinibach die Grenze zu Oberwilen, das zur Gemeinde Sarnen gehört. Nahe beim Steinibach liegt am See der Campingplatz Giswil.

## Geschichte
1607 wurde in Grossteil eine erste Kapelle gebaut, weil der Weg zur Pfarrkirche im Kleinteil zu gefährlich war. Schon 1429 bestanden Ansätze einer Selbständigkeit von Gross- und Kleinteil. Urkunden erwähnen zwei Korporationen «teil rütihalb» und «teil kilchehalb».

## Sehenswürdigkeiten

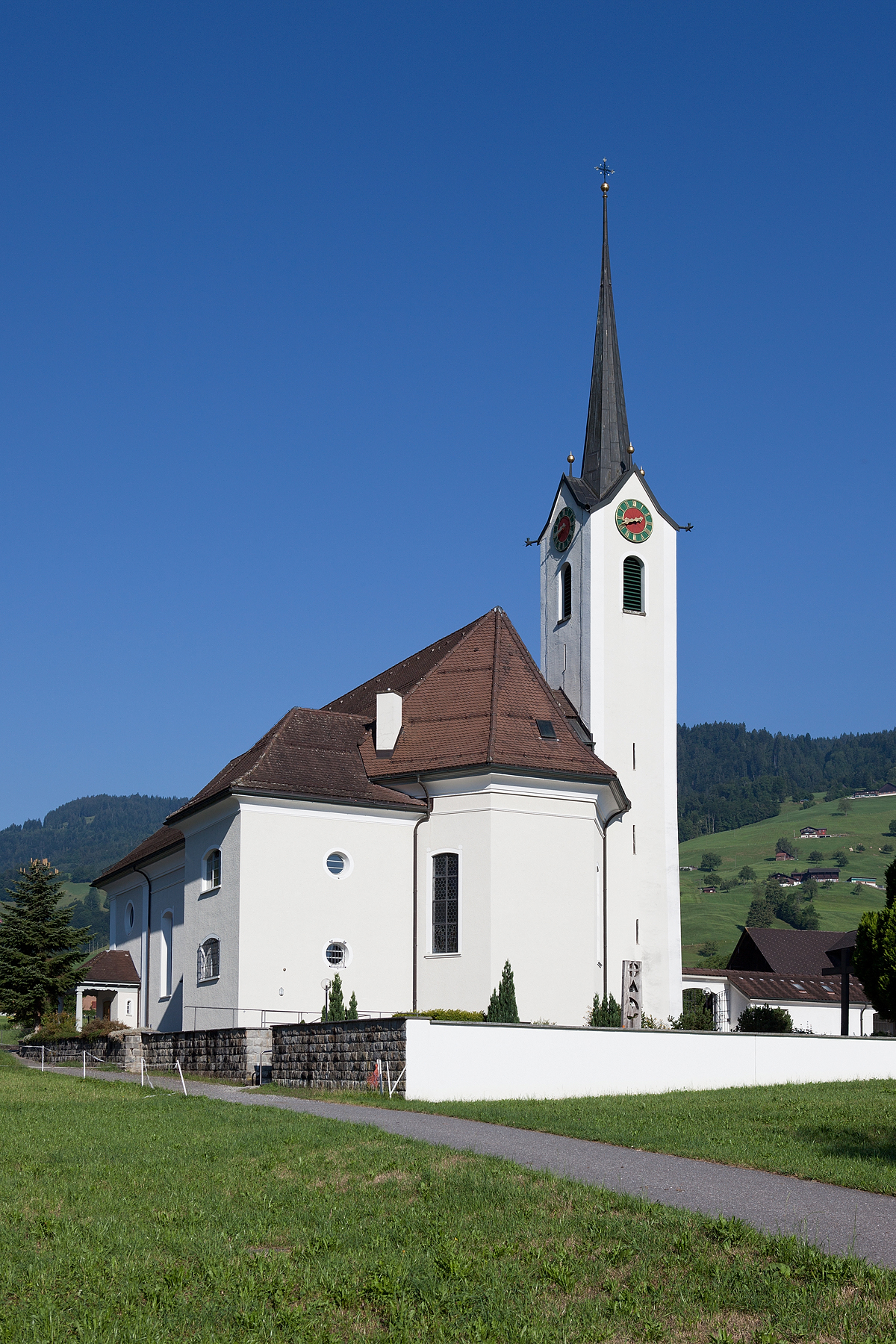
Kirche St. Anton Grossteil

Die 1607 erbaute Antonius-Kapelle in Grossteil wurde 1743 umgebaut und barockisiert und schliesslich 1844 bis 1847 bis auf den Turm abgerissen und durch einen Neubau ersetzt. 1872 wurde der Turm erhöht und 1938 bis 1940 folgte ein Umbau der Kapelle mit einer Verlängerung um zwei Fenster. Die Kaplanei Grossteil wurde 1971 zur Pfarrei erhoben der Bau daher als Kirche St. Anton Grossteil bezeichnet. Während die Seitenaltäre aus der Zeit des Neubaus von 1847 stammen, erfolgte der Einbau des barocken Hochaltars 1956.
Vom Abbruch einer gedeckte Brücke über den Bluwelbach 1933 stammt ein Christusbild. Um dieses wieder angemessen zu platzieren, wurde die kleine Schibenriedkapelle in der Nähe eines ehemaligen Bildstocks erbaut.
Durch Grossteil verläuft die Route 2 eines historischen Wanderwegs, der zu vielen historischen Gebäuden führt.